# Trionyxella granulata
Trionyxella granulata is een hooiwagen uit de familie Trionyxellidae.